# Finlandia Propia
Finlandia Propia o Finlandia del Sudoeste (en finés: Varsinais-Suomi; en sueco: Egentliga Finland) es una región del sudoeste de Finlandia, la tercera más poblada del país, con capital en Turku. Por su producción agrícola y abastecimiento al resto del país se le apodó como «el granero de Finlandia».

## Geografía
Se sitúa en la unión del golfo de Finlandia y el golfo de Botnia. Hasta finales de 2009, Finlandia Propia pertenecía a la provincia de Finlandia Occidental. La región limita al norte con Satakunta y Pirkanmaa, al este con Tavastia Propia y Uusimaa. Dos tercios de la población residen en la aglomeración de Turku o en sus proximidades inmediatas. El interior está poco poblado ya que es una meseta escasamente elevada (100 m de altitud) que es el lugar de nacimiento de varios ríos de mediana importancia (los más notables que son el Paimionjoki y el Aurajoki). Estos descienden en pendiente suave hacia el mar siguiendo un eje NE-SO. Las colinas son poco elevadas (máximo de 159 m en Somero), pero el relieve es, sin embargo, diferente al de las zonas más planas de Ostrobotnia o Satakunta. La zona costera y los valles principales están muy poblados, sede de todas las ciudades principales, Salo, Paimio, Uusikaupunki y por supuesto Turku. La parte suroeste de la región está formada por el archipiélago finlandés, ofreciendo la vista de una de las costas más recortadas del mundo, con millares de islas, generalmente poco pobladas, excepto en verano, debido al gran número de residencias secundarias construidas en el archipiélago.

### Municipios

Mapa de la región. Las comarcas aparecen con los siguientes colores: el verde es Vakka-Suomi, el azul es Turku, el amarillo es Loimaa, el rojo es Salo, y el naranja es Turunmaa-Åboland. Los municipios oscuros son ciudades.

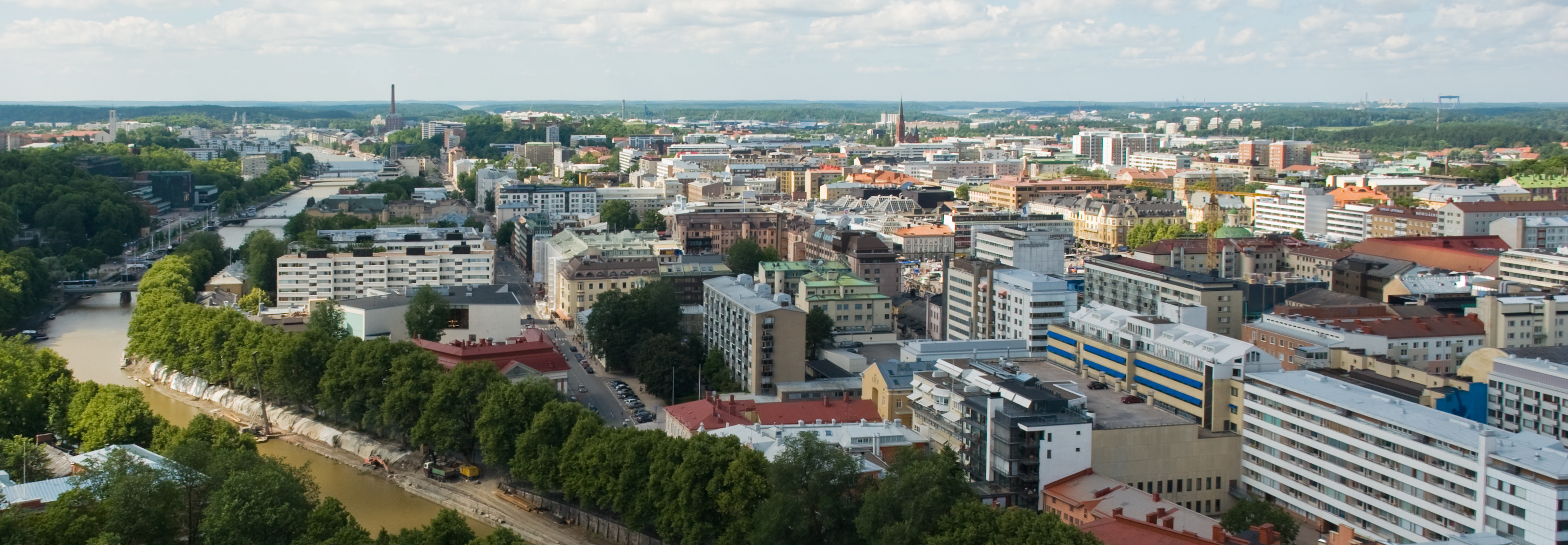
Vista de la ciudad de Turku, la capital de la región y la ciudad más poblada.

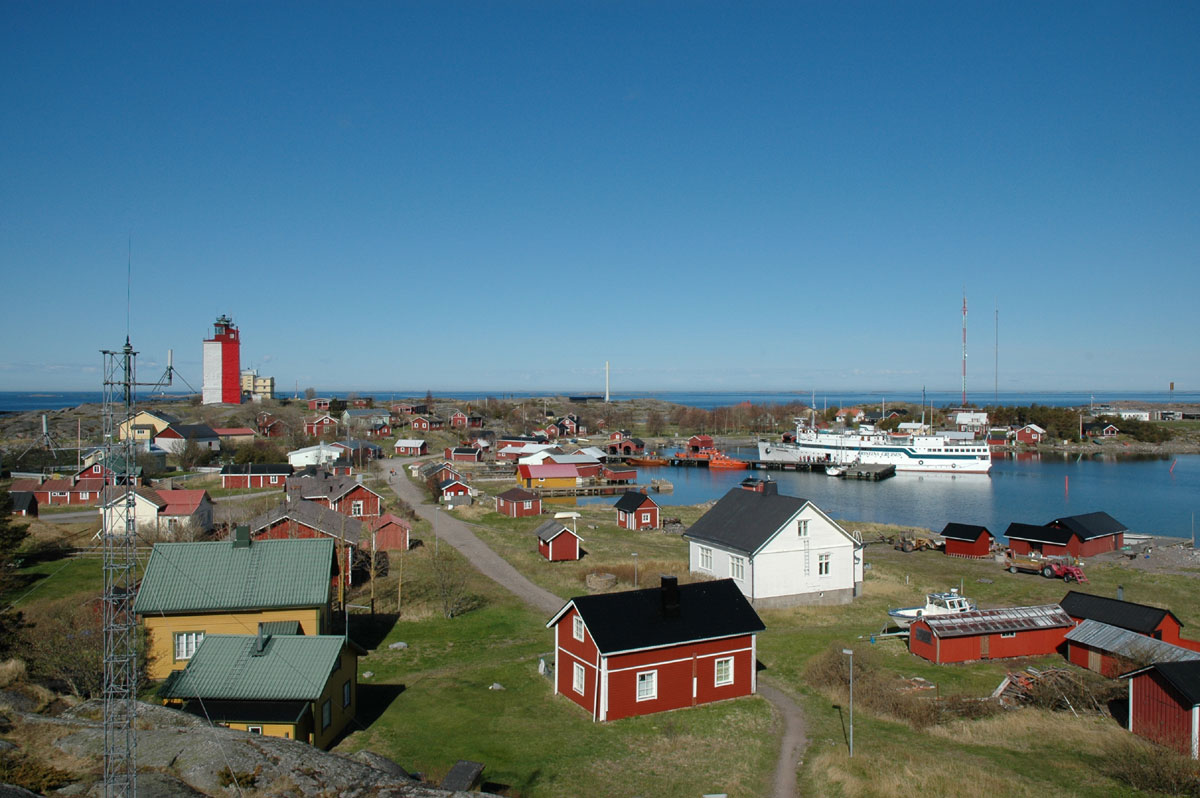
Vista de Utö, integrada dentro del municipio de Parainen.

La región de Finlandia Propia consta de 27 municipios, de los cuales 11 son considerados ciudades.
| Nombre       | Escudo | Tipo                 | Población | Superficie   | Densidad       | Subregión          | Fundación |
| ------------ | ------ | -------------------- | --------- | ------------ | -------------- | ------------------ | --------- |
| Turku        |        | Capital de la región | 178.564   | 306,36 km²   | 726,87 hab/km² | Turku              | 1229      |
| Salo         |        | ciudad               | 55.184    | 2.168,31 km² | 27,78 hab/km²  | Salo               | 1887      |
| Kaarina      |        | ciudad               | 31.158    | 179,50 km²   | 207,25 hab/km² | Turku              | 1869      |
| Raisio       |        | ciudad               | 24.602    | 50,06 km²    | 504,55 hab/km² | Turku              | 1292      |
| Naantali     |        | ciudad               | 18.877    | 687,98 km²   | 60,60 hab/km²  | Turku              | 1443      |
| Loimaa       |        | ciudad               | 16.849    | 851,93 km²   | 19,87 hab/km²  | Loimaa             | 1921      |
| Uusikaupunki |        | ciudad               | 15.616    | 1.932,64 km² | 31,08 hab/km²  | Vakka-Suomi        | 1617      |
| Lieto        |        | municipio            | 16.803    | 200,17 km²   | 84,65 hab/km²  | Turku              | 1331      |
| Pargas       |        | ciudad               | 15 549    | 5.548,24 km² | 17,63 hab/km²  | Turunmaa - Åboland | 2009      |
| Paimio       |        | ciudad               | 10.517    | 242,25 km²   | 44,12 hab/km²  | Turku              | 1997      |
| Somero       |        | ciudad               | 9.264     | 697,68 km²   | 13,87 hab/km²  | Salo               | 1867      |
| Masku        |        | municipio            | 9.641     | 204,13 km²   | 55,12 hab/km²  | Turku              | -         |
| Laitila      |        | ciudad               | 8.461     | 545,33 km²   | 15,91 hab/km²  | Vakka-Suomi        | 1868      |
| Pöytyä       |        | municipio            | 8.523     | 773,69 km²   | 11,36 hab/km²  | Loimaa             | -         |
| Mynämäki     |        | municipio            | 8.012     | 536,09 km²   | 15,42 hab/km²  | Turku              | -         |
| Kemiönsaari  |        | municipio            | 7.158     | 2.800,87 km² | 10,42 hab/km²  | Turunmaa - Åboland | 2009      |
| Rusko        |        | municipio            | 5.874     | 127,90 km²   | 46,21 hab/km²  | Turku              | -         |
| Nousiainen   |        | municipio            | 4.821     | 199,43 km²   | 24,25 hab/km²  | Turku              | 1867      |
| Aura         |        | municipio            | 3.971     | 95,57 km²    | 41,80 hab/km²  | Loimaa             | 1917      |
| Sauvo        |        | municipio            | 3.047     | 299,68 km²   | 12,07 hab/km²  | Turku              | -         |
| Koski Tl     |        | municipio            | 2.453     | 192,42 km²   | 12,81 hab/km²  | Loimaa             | 1869      |
| Vehmaa       |        | municipio            | 2.355     | 202,09 km²   | 12,48 hab/km²  | Vakka-Suomi        | 1869      |
| Pyhäranta    |        | municipio            | 2.187     | 291,75 km²   | 15,27 hab/km²  | Vakka-Suomi        | -         |
| Marttila     |        | municipio            | 2.000     | 195,99 km²   | 10,24 hab/km²  | Loimaa             | 1409      |
| Taivassalo   |        | municipio            | 1.676     | 217,71 km²   | 11,94 hab/km²  | Vakka-Suomi        | 1155      |
| Oripää       |        | municipio            | 1.427     | 117,73 km²   | 12,13 hab/km²  | Loimaa             | -         |
| Kustavi      |        | municipio            | 886       | 769,88 km²   | 5,35 hab/km²   | Vakka-Suomi        | 1874      |

### Antiguos municipios
Los antiguos municipios de la región eran:
 Alastaro

 Angelniemi

 Askainen

 Dragsfjärd

 Halikko

 Hiittinen

 Houtskari

 Iniö

 Kakskerta

 Kalanti

 Karinainen

 Karjala

 Karuna

 Kemiö

 Kiikala

 Kisko

 Korppoo

 Kuusisto

 Kuusjoki

 Lemu

 Loimaa

 Lokalahti

 Maaria

 Mellilä

 Merimasku

 Metsämaa

 Mietoinen

 Municipio rural de Muurla

 Municipio rural de Naantali

 Nauvo

 Paattinen

 Parainen

 Concello rural de Parainen

 Perniö

 Pertteli

 Piikkiö

 Pyhämaa

 Rymättylä

 Somerniemi

 Suomusjärvi

 Särkisalo

 Tarvasjoki

 Uskela

 Municipio rural de Uusikaupunki

 Vahto

 Velkua

 Västanfjärd

 Yläne